# Лескано, Рубен
Рубе́н Дари́о Леска́но Порти́льо (исп. Rubén Dario Lezcano Portillo; род. 9 февраля 2004, Repatriación, Каагуасу) — парагвайский футболист, атакующий полузащитник клуба «Флуминенсе».

## Клубная карьера
Лескано — воспитанник клуба «Либертад». 31 июля 2022 года в матче против «Ресистенсия» он дебютировал в парагвайской Примере. 10 июня 2023 года в поединке против «Спортиво Амелиано» Рубин забил свой первый гол за «Либертад». В составе клуба игрок четыре раза выиграл чемпионат и дважды завоевал Кубок Парагвая.
В начале 2025 года Лескано перешёл в бразильский «Флуминенсе».

## Достижения
Командные
 «Либертад»
- Победитель парагвайской Примеры (4) — Апертура 2022, Апертура 2023, Клаусура 2023, Апертура 2024
- Обладатель Кубка Парагвая (2) — 2023, 2024